# Gare de La Meyze
Gare de La Meyze vasútállomás Franciaországban, La Meyze településen.

## Vasútvonalak
Az állomást az alábbi vasútvonalak érintik:
- Brive-Nexon-vasútvonal

## Kapcsolódó állomások
A vasútállomáshoz az alábbi állomások vannak a legközelebb:
- Gare de Nexon
- Gare de Saint-Yrieix-la-Perche